# Дзежбентув-Дужи
Дзежбентув-Дужи (пол. Dzierzbiętów Duży) — село в Польщі, у гміні Ленчиця Ленчицького повіту Лодзинського воєводства.
Населення — 177 осіб (2011).
У 1975-1998 роках село належало до Плоцького воєводства.

## Демографія
Демографічна структура станом на 31 березня 2011 року:
|          | Загалом | Допрацездатний вік | Працездатний вік | Постпрацездатний вік |
| -------- | ------- | ------------------ | ---------------- | -------------------- |
| Чоловіки | 83      | 20                 | 55               | 8                    |
| Жінки    | 94      | 16                 | 59               | 19                   |
| Разом    | 177     | 36                 | 114              | 27                   |